# Bannberscheid
Bannberscheid is een plaats in de Duitse deelstaat Rijnland-Palts, en maakt deel uit van de Westerwaldkreis.
Bannberscheid telt 653 inwoners.

## Bestuur
De plaats is een Ortsgemeinde en maakt deel uit van de Verbandsgemeinde Wirges.
Ailertchen ·
Alpenrod ·
Alsbach ·
Arnshöfen ·
Astert ·
Atzelgift ·
Bad Marienberg ·
Bannberscheid ·
Bellingen ·
Berod ·
Berzhahn ·
Bilkheim ·
Boden ·
Bölsberg ·
Borod ·
Brandscheid ·
Breitenau ·
Bretthausen ·
Caan ·
Daubach ·
Deesen ·
Dernbach (Westerwald) ·
Dreifelden ·
Dreikirchen ·
Dreisbach ·
Ebernhahn ·
Eitelborn ·
Elbingen ·
Ellenhausen ·
Elsoff (Westerwald) ·
Enspel ·
Ettinghausen ·
Ewighausen ·
Fehl-Ritzhausen ·
Freilingen ·
Freirachdorf ·
Gackenbach ·
Gehlert ·
Gemünden ·
Giesenhausen ·
Girkenroth ·
Girod ·
Goddert ·
Görgeshausen ·
Großholbach ·
Großseifen ·
Guckheim ·
Hachenburg ·
Hahn am See ·
Hahn bei Marienberg ·
Halbs ·
Hardt (Westerwald) ·
Hartenfels ·
Härtlingen ·
Hattert ·
Heilberscheid ·
Heiligenroth ·
Heimborn ·
Helferskirchen ·
Hellenhahn-Schellenberg ·
Hergenroth ·
Herschbach (Oberwesterwald) ·
Herschbach ·
Heuzert ·
Hilgert ·
Hillscheid ·
Höchstenbach ·
Hof ·
Höhn ·
Höhr-Grenzhausen ·
Holler ·
Homberg ·
Horbach ·
Hübingen ·
Hüblingen ·
Hundsangen ·
Hundsdorf ·
Irmtraut ·
Kaden ·
Kadenbach ·
Kammerforst ·
Kirburg ·
Kölbingen ·
Kroppach ·
Krümmel ·
Kuhnhöfen ·
Kundert ·
Langenbach bei Kirburg ·
Langenhahn ·
Lautzenbrücken ·
Leuterod ·
Liebenscheid ·
Limbach ·
Linden ·
Lochum ·
Luckenbach ·
Mähren ·
Marienrachdorf ·
Maroth ·
Marzhausen ·
Maxsain ·
Merkelbach ·
Meudt ·
Mogendorf ·
Molsberg ·
Montabaur ·
Mörlen ·
Mörsbach ·
Moschheim ·
Mudenbach ·
Mündersbach ·
Müschenbach ·
Nauort ·
Nentershausen ·
Neuhäusel ·
Neunkhausen ·
Neunkirchen ·
Neustadt/ Westerwald ·
Niederahr ·
Niederelbert ·
Niedererbach ·
Niederroßbach ·
Niedersayn ·
Nister ·
Nisterau ·
Nister-Möhrendorf ·
Nistertal ·
Nomborn ·
Nordhofen ·
Norken ·
Oberahr ·
Oberelbert ·
Obererbach ·
Oberhaid ·
Oberrod ·
Oberroßbach ·
Ötzingen ·
Pottum ·
Quirnbach ·
Ransbach-Baumbach ·
Rehe ·
Rennerod ·
Roßbach ·
Rotenhain ·
Rothenbach ·
Rückeroth ·
Ruppach-Goldhausen ·
Salz ·
Salzburg ·
Schenkelberg ·
Seck ·
Selters ·
Sessenbach ·
Sessenhausen ·
Siershahn ·
Simmern ·
Stahlhofen ·
Stahlhofen am Wiesensee ·
Staudt ·
Steinebach an der Wied ·
Steinefrenz ·
Steinen ·
Stein-Neukirch ·
Stein-Wingert ·
Stockhausen-Illfurth ·
Stockum-Püschen ·
Streithausen ·
Unnau ·
Untershausen ·
Vielbach ·
Wahlrod ·
Waigandshain ·
Waldmühlen ·
Wallmerod ·
Weidenhahn ·
Welkenbach ·
Welschneudorf ·
Weltersburg ·
Weroth ·
Westerburg ·
Westernohe ·
Wied ·
Willingen ·
Willmenrod ·
Winkelbach ·
Winnen ·
Wirges ·
Wirscheid ·
Wittgert ·
Wölferlingen ·
Zehnhausen bei Rennerod ·
Zehnhausen bei Wallmerod